# Literatura rabínica
La literatura rabínica és el conjunt d'obres, escrites generalment en hebreu i arameu, que recull les opinions i comentaris dels rabins més destacats. Dins la literatura rabínica, hi ha dues vessants principals, una de les quals és l'halacà, de caràcter normatiu, i l'altra és l'aggadà, de caràcter no normatiu.